# 제15기갑사단 (독일 국방군)
독일 제15기갑사단(독일어: 15. Panzer-Division)은 제2차 세계 대전에 참전한 독일군 사단의 하나로, 원래 제33보병사단으로 창설되었다가 1940년 기갑사단 확충 계획으로 제15기갑사단으로 재편되어 이듬해인 1941년부터 북아프리카 전역에 독일 아프리카 군단의 일부로 참전했다. 제15기갑사단은 1943년 튀니지에서 연합군에 항복하면서 해체되었고, 이후 유럽에 남은 생존자들을 중심으로 제15기갑척탄병사단으로 재편되었다.

## 부대 역사
이 사단은 1933년에 제33보병사단으로 창설되어 1939년에 자동차화부대로 바뀌었다. 그러나 폴란드 침공 시에는 아무런 역할도 하지 못했다. 1940년, 사단은 벨기에 및 프랑스 침공에 참가했다. 이후 1940년 8월에 다름슈타트와 란다우에서 제10기갑사단 소속 8 전차연대를 흡수하여 제15기갑사단으로 재편성되었다. 이 과정에서 제110보병연대가 제112보병사단으로 보내졌다.
1941년 4월, 제15기갑사단은 리비아로 보내져 에르빈 롬멜 장군의 독일 아프리카 군단(DAK)에 합류했다. 이때 같이 보내진 사단이 제5경기갑사단으로 이 사단은 나중에 제21기갑사단으로 재편된다. 가을에는 제90경보병사단이 추가로 편성되었다. 6월 15일, 사단은 바르디아 남쪽에 예비대로 배치되었고, 전차연대는 할파야 고개를 향한 영국군의 배틀액스 작전 중 성공적인 방어 임무를 수행했다.
1940년 11월 18일에는 영국군이 크루세이더 작전을 시작했는데, 이 작전은 토브룩에 포위된 병력을 구출하려는 것이었다. 제15기갑사단은 토브룩 동쪽(즉, 영국군과 최전선이다)에 주둔하고 있었다. 11월 20일, 그들은 제21기갑사단과 합류하여 영국 30 군단(마켓가든 작전의 그 부대다) 소속 기갑부대와 전투를 치렀다.
30 군단이 토브룩으로 진격하는 동안, 에르빈 롬멜은 휘하 기갑사단들을 영국군을 근처에서 위협하도록 동쪽으로 급파했다. 그렇지만 영국군은 토브룩 요새로 계속 진격했고, 11월 27일 그들은 요새와 연결되었다. 추축군은 후퇴를 강요받았다.
1941년 12월 31일, 롬멜의 부대는 엘 아게일라에서 전열 정비를 위해 멈춰섰다. 1월 21일, 그는 다시 진격을 준비했고, DAK와 이탈리아군은 동쪽으로 또 다른 행군을 시작했다.
영국 8 군은 토브룩 서쪽으로 향하는 가잘라의 해안 마을에 지뢰로 요새화된 진지로 후퇴했다. 제15기갑사단은 남익에 배치된 다른 주축군 기갑부대와 함께 배치되었고, 전선의 북쪽 부분은 보병사단들이 배치되었다.
5월 26일 추축군은 공격을 개시했다. DAK는 영국군 방어선의 남쪽 끝자락부터 쓸어냈다. 그들은 영국군 기갑부대와 마주쳤고, 전차 전력에 피해를 입었다. 보급선없이 독일군은 병참선이 지뢰지대를 통과할 수 있을 때까지 전선을 따라 "가마솥 지대"(가잘라 남쪽의 사막)로 후퇴해야했다.
6월 11일, 독일군은 동쪽으로 진격하면서 영국군을 포위하려는 것처럼 위협하면서 포위망을 돌파하여 탈출했다. 영국 8군은 토브룩을 다시 포위된 상태로 남겨두고 후퇴했다. 그러나 이번에는 토브룩 요새가 전에 비해 약화되었고, 6월 20일 제15기갑사단이 포함된 공격에서 도시와 수비대는 포로가 되었다.
추축군은 동쪽으로 쾌속 진격을 시작했다. 영국 제30군단의 기갑전력 대부분이 가잘라에서 파괴되는 바람에, 6월 26일 메사 마트루도 쉽게 돌파당했다. 이번 전투에서 제15기갑사단은 영국 제1기갑사단에 발목이 잡혔지만, DAK의 다른 부대들은 북쪽으로 강행 돌파했다.
7월 초, 영국 8군은 엘 알라메인 기차 환승역이 있는 알렉산드리아 전면의 마지막 방어선에 도착했다. 독일군은 최근 전투로 전력이 약해졌지만, 롬멜은 루웨이사트를 따라 공격을 시도했다. 이 공격은 제15기갑사단과 군단의 남은 전력이 투입되었다. 그러나 이 공격은 영국군의 반격에 직면하여 실패로 돌아갔고, 롬멜은 7월 22일 공격 중지를 명령했다. 일단 물러섰으나, 롬멜은 다시 8월 30일에 영국군의 남쪽 방어선을 기갑부대로 공격했다(독일군 입장에서는 우익, 영국군 입장에서는 좌익이 된다). 9월 1일, 제15기갑사단은 알람 할파 능선까지 진격했지만, 영국군 방어선을 돌파하는 데는 실패했다. 이 지점에서 롬멜은 수비로 전환하고, 두터운 지뢰밭을 조성했다. 제15기갑사단은 전선 북쪽에 예비로 돌려져 배치되었고, 제21기갑사단은 남쪽에 배치되었다.
이 무렵, 영국은 지휘부를 대거 교체했다. 버나드 몽고메리 대장이 새로 제8군 사령관에 취임했고, 헤럴드 알렉산더 원수가 중동의 영국군 사령관이 되었다. 몽고메리는 현재의 제8군 상황으로는 도저히 전투를 할 수 없다고 판단했고, 그들을 군인으로 조련하기 시작했다. 10월 중순, 몽고메리는 준비가 다 되었다고 판단했다. 10월 23일, 몬티(몽고메리의 애칭)의 제8군은 전선 북쪽부터 독일군 방어선을 뚫기 시작했다. 제15기갑사단의 반격은 실패했고, 11월 4일 영국 전차부대가 돌파구를 열었다. 이것이 유명한 엘 알라메인 전투다.
11월 8일, 미국과 영국 연합군이 프랑스령 북아프리카에 상륙한 것(횃불 작전)에 맞추어 영국군은 서쪽으로 진격을 시작했다. 제15기갑사단과 추축군의 잔역 병력들은 계속 후퇴할 수밖에 없었다. 영국 제30군단이 12월 17일 엘 아게일라의 방어선에 이르렀고, 1943년 1월 23일에 트리폴리를 점령했다.
2월 18일 제15기갑사단 제8기갑연대 2개 대대 중 제1대대로 Stotten 전투단을 창설해 DAK 전투단으로 배속되어 카세린에서 실전 경험이 부족한 미군들 상대로 첫 전투를 벌였다.
3월 6일 메드닌 전투에 참전했다. 3월 20일, 제50보병사단 (영국)이 방어선을 돌파했으나, 제15기갑사단에게 저지당했다. 그렇지만 추축군 방어선은 서쪽 측면에서 공격받았고, 3월 27일 북쪽으로 철수하였다.
북아프리카의 추축군은 튀니지 북부의 마지막 방어 거점으로 후퇴하게 되었다. 히틀러는 1년전에 유용했을 병력 지원을 튀니지아 전선에 하기로 결정했다. 그러나 때가 너무 늦어서 미국의 제2군단 영국 1, 8군은 독일군과 이탈리아군의 방어선을 돌파하여 끊임없이 진격했다. 1943년 5월 12일, 튀니지의 모든 독일군 및 이탈리아군은 항복했다. 제15기갑사단도 이 항복대열에 포함되어 있었다.
1943년 7월, 유럽에 있던 사단 생존자들을 중심으로 제15기갑척탄병사단이 창설되었으나, 완편 기계화부대로 확장되지는 못했다. 제15기갑척탄병사단은 전쟁의 남은 기간을 이탈리아, 프랑스 등의 서부 전선에서 보냈고, 종전 무렵에는 영국군에게 항복했다.

## 주요 참전 전투
- 배틀액스 작전
- 크루세이더 작전
- 가잘라 전투
- 알람 엘 할파 전투
- 엘 알라메인 전투
- 투브루크 공방전
- 카세린 협곡 전투
- 메드닌 전투
- 마레스선 전투
- 와디아카리트 전투

## 역대 지휘관
| 취임일자         | 지휘관                                  |
| ---------------- | --------------------------------------- |
| 1940년 12월 1일  | 프리드리히 퀸 대장                      |
| 1941년, 3월 22일 | 하인리히 폰 프리트비츠 우트 가프론 소장 |
| 1941년, 4월 13일 | 한스-카를 프라이헤어 폰 에제벡 대장     |
| 1941년 5월 26일  | 발터 노이만-질코브 소장                 |
| 1941년 12월 6일  | 에르빈 메니 소장                        |
| 1941년 12월 9일  | 구스타프 폰 베르스트 대장               |
| 1941년 5월 26일  | 에두아르트 크라제만 소장                |
| 1942년 7월 15일  | 하인츠 폰 란도브 소장                   |
| 1942년 8월 25일  | 구스타프 폰 베르스트 대장               |
| 1942년 12월 1일  | 빌리발트 보로비츠 소장                  |

## 부대 편제
1942년
- 제15기갑사단
  - 제8기갑연대
  - 제104기갑척탄병연대
  - 제115기갑척탄병연대
  - 제33포병연대 (후에 제33기갑포병연대)
  - 제15오토바이대대
  - 제33수색대대(Aufklärungs-Abteilung)
  - 제33대전차대대
  - 제33공병대대
  - 제78통신대대
  - 제33야전보충대대(Feldersatz-Bataillon 33)
  - 제33보급부대 (후에 제33기갑보급부대)

## 기사십자장 수훈자

### 제33보병사단
제33보병사단 소속으로 기사십자장을 수여받은 자는 한 명이다.
- 1940년 8월 15일 - 루돌프 진체니히

### 15 기갑사단
다음은 제15기갑사단 소속으로 기사 십자장을 수여받은 서훈자 명단이다.
| 연도   | 날짜      | 이름                             |
| ------ | --------- | -------------------------------- |
| 1940년 | 7월 13일  | 빌리 키레너                      |
| 1941년 | 6월 1일   | 구스타프 게오르그 크나베         |
| 1941년 | 6월 13일  | 막시밀리안 헤르프                |
| 1941년 | 6월 27일  | 한스 크라머                      |
| 1941년 | 6월 30일  | 에버하르트 잔                    |
| 1941년 | 7월 9일   | 빌헬름 바흐, 하네스 퀴멜         |
| 1941년 | 7월 27일  | 쿠르트 에흘레                    |
| 1941년 | 12월 26일 | 에두아르드 크라제만, 에르빈 메니 |
| 1941년 | 12월 31일 | 귄터 펜스키                      |
| 1942년 | 1월 6일   | 볼프강 바흘                      |
| 1942년 | 1월 21일  | 루돌프 쉬트르크만                |
| 1942년 | 6월 27일  | 에른스트 귄터 바아데             |
| 1942년 | 7월 12일  | 빌리 로보흘, 오토 쉬타펠마이어   |
| 1942년 | 7월 28일  | 베르너 라이스만                  |
| 1942년 | 7월 29일  | 귄터 할름                        |
| 1942년 | 8월 18일  | 헤르베르트 에베르트              |
| 1942년 | 11월 20일 | 하인리히 하웁트만                |
| 1943년 | 4월 20일  | 막스 카일                        |
| 1944년 | 10월 4일  | 발터 위네만                      |
| 1944년 | 11월 16일 | 헬무트 클로제                    |
| 1944년 | 12월 11일 | 아담 디로프                      |
| 1944년 | 12월 18일 | 카를 빈터호프                    |
| 1944년 | 12월 31일 | 하인츠 위겐 샤우베커             |
| 1945년 | 2월 18일  | 볼프강 마우케                    |
| 1945년 | 4월 14일  | 하인리히 본                      |
| 1945년 | 4월 30일  | 레온하르트 비쇼프                |
| 1945년 | 5월 5일   | 에른스트 바이셀                  |

## 같이 보기
- 제15기갑척탄병사단
- 제15보병사단 - 비슷한 이름을 가졌지만, 전혀 관계없는 사단이다. '15'라는 단대호는 제15보병사단 및 제33보병사단을 개편한 제15기갑사단에 주어졌다.
- 사단 (군사), 군사 조직
- 독일 아프리카 군단
- 북아프리카 전역 (제2차 세계 대전)
- 제2차 세계 대전 중 독일군 사단 목록
- 독일 육군 (제2차대전)